# Fédération belge de recherches et d'activités sous-marines
 (août 2010).
Si vous disposez d'ouvrages ou d'articles de référence ou si vous connaissez des sites web de qualité traitant du thème abordé ici, merci de compléter l'article en donnant les références utiles à sa vérifiabilité et en les liant à la section « Notes et références ».
La Fédération Belge de Recherches et d'Activités Sous-marines (FEBRAS) a été fondée en 1957 et est reconnue comme fédération nationale par la CMAS. La FEBRAS s'appelle en néerlandais BEFOS (Belgische Federatie voor Onderwateronderzoek en -Sport).
En 1978, la FEBRAS-BEFOS s'est scindée en deux ailes, la LIFRAS (Ligue francophone de recherches et d'activités sous-marines) et la NELOS (Nederlandstalige Liga voor Onderwateronderzoek en -Sport). La FEBRAS-BEFOS continue d'exister au-dessus des deux ligues.